# Trittico della Trinità

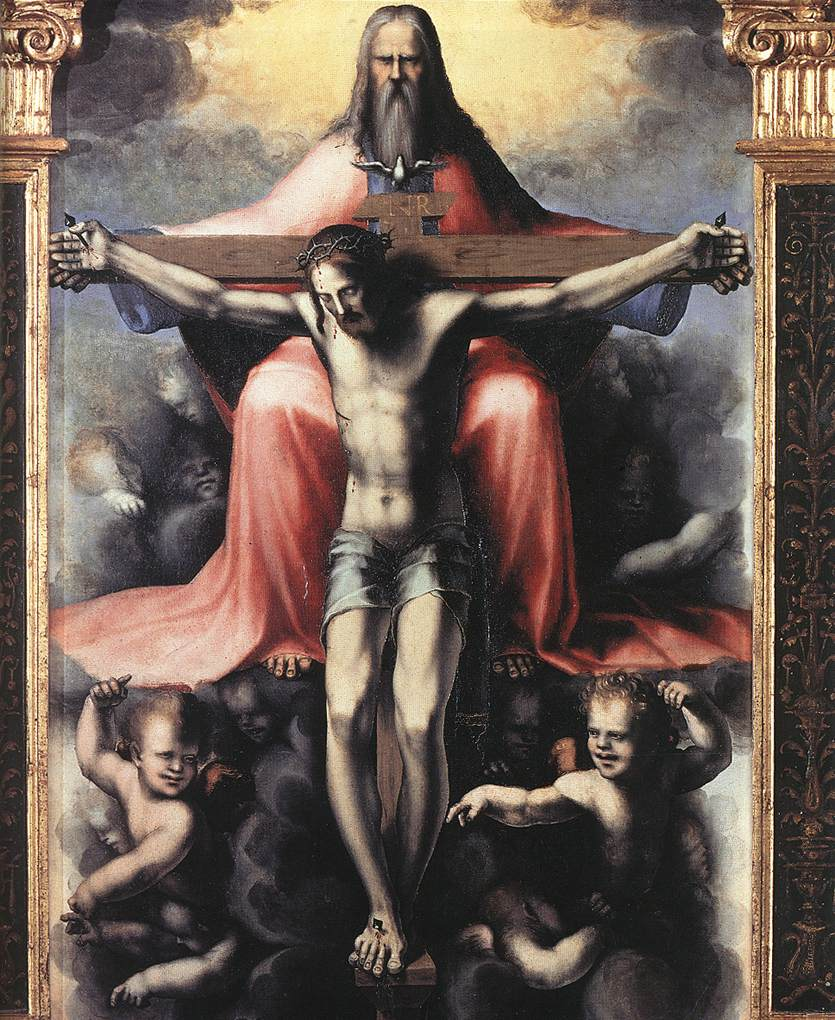
Dettaglio

Il Trittico della Trinità è un dipinto a olio su tavola (152x228 cm) attribuito a Domenico Beccafumi, databile al 1513 e conservato nella Pinacoteca Nazionale di Siena. 

## Storia
L'opera venne eseguita per l'altare della Cappella del Manto in Santa Maria della Scala ed è generalmente considerata il primo dipinto su tavola pervenutoci dal pittore, sulla scorta della lettura di alcuni documenti e per il fatto che il Beccafumi aveva eseguito nella cappella anche degli affreschi dei quali resta oggi solo l'Incontro di Gioacchino e Anna alla Porta d'Oro. Una parte della critica ha sollevato dubbi sulla attribuzione assegnando l'opera anche al maestro del Beccafumi, Giovan Battista Capanna, detto il Capanna senese.
In quanto opera prestigiosa, considerando l'importanza e la ricchezza dell'istituzione che l'aveva commissionata, il trittico segnerebbe dunque l'affermazione del giovane pittore, da poco tornato da Roma, nel panorama artistico cittadino.
La commissione, come ricorda un cartiglio sulla cornice, fu di un certo Battista d'Antonio da Ceva, "per sua devotione". L'opera fu realizzata, come hanno dimostrato i documenti rinvenuti dal Samminiatelli, tra il febbraio e il marzo del 1513 e non fu pagata più di 35 fiorini.
Restò nell'ospedale fino al 1818.

## Descrizione e stile
Su scala diversa e su uno sfondo diverso (chiaro al centro, scuro ai lati), sono rappresentati la Trinità, i santi Giovanni Battista e Giovanni Evangelista (interno) e i santi Cosma e Damiano (esterno). Questi ultimi due, essendo medici, si adattavano particolarmente alla destinazione in una cappella ospedaliera. 
Nonostante le indicazioni di Vasari, nella tavola sono assenti gli influssi di Perugino, supposto primo modello per Domenico. Al massimo vi si può vedere nella posa simmetrica e a braccia levate degli angeli nello scomparto centrale una similitudine con quelli delle opere di Perugino, sebbene di consistenza e stile nettamente diverso. 
Vi si leggono invece riferimenti alla cultura fiorentina e senese dell'epoca, in particolare la semplificazione dei volumi di Fra' Bartolomeo, l'irrequietezza espressiva di Filippino Lippi, la fluidità del segno del Sodoma. I cherubini che si manifestano nella nube luminosa ricordano quelli della Madonna di Foligno, opera appena realizzata da Raffaello, che forse l'artista vide in via di completamento a Roma. L'impronta stilistica nettamente manieristica appare già pienamente individuale, nell'inquieto movimento delle figure, fortemente caratterizzate, e nei violenti contrasti cromatici.